# Costus curvibracteatus
Costus curvibracteatus es una especie de planta perenne tropical rizomatosa nativa de América Central. Un miembro de la familia de plantas de jengibre en espiral, su nombre común es jengibre naranja. También se le conoce a veces como jengibre espiral; sin embargo, este nombre común está mejor asociado con Costus barbatus, una especie más ampliamente cultivada y muy similar. A pesar del nombre y su relación con la familia del jengibre (Zingiberaceae), los rizomas del jengibre naranja no son comestibles.

## Taxonomía
La primera descripción de Costus curvibracteatus como especie fue publicada por el botánico holandés Paul Maas en 1976 en el Acta Botánica Neerlandica. El artículo, "Notas sobre el Nuevo Mundo Zingiberaceae", describió doce nuevas especies en el género Costus. El año siguiente, Maas publicó una monografía sobre las Zingiberáceas, aclarando algunas confusiones taxonómicas y ampliando las descripciones, incluida la de C. curvibracteatus. En esta y otras obras tempranas, el género Costus se coloca en la familia Zingiberaceae, subfamilia Costoideae. Luego de posteriores contribuciones de clasificación del botánico W. John Kress, los jengibres en espiral fueron reconocidos como un clado hermano de las Zingiberaceae y se trasladaron a la familia Costaceae, como sugirió originalmente el botánico japonés Takenoshin Nakai en 1941.

## Descripción
Es una planta perenne, las hojas grandes de C. curvibracteatus pueden formar una efectiva cobertura del suelo, el tamaño de sus hojas varía de 15 a 35 centímetros de largo y 5 a 10 cm de ancho. Por el dorso son brillantes y glabras, pero hirsutas en los bordes y la parte inferior, y se encuentran dispuestas en forma alternada en un tallo en espiral, que tiene un diámetro de aproximadamente 1,5 a 2,5 cm. Las hojas de color verde oscuro poseen una textura coriácea, son obovadas a elípticas, con una base cuneada a redondeada, y el ápice suele ser agudo a acuminado. Una de las principales características que distingue a C. barbatus de C. curvibracteatus es el tamaño de la lígula; el de la primera es más grande, de aproximadamente 10 a 20 mm.

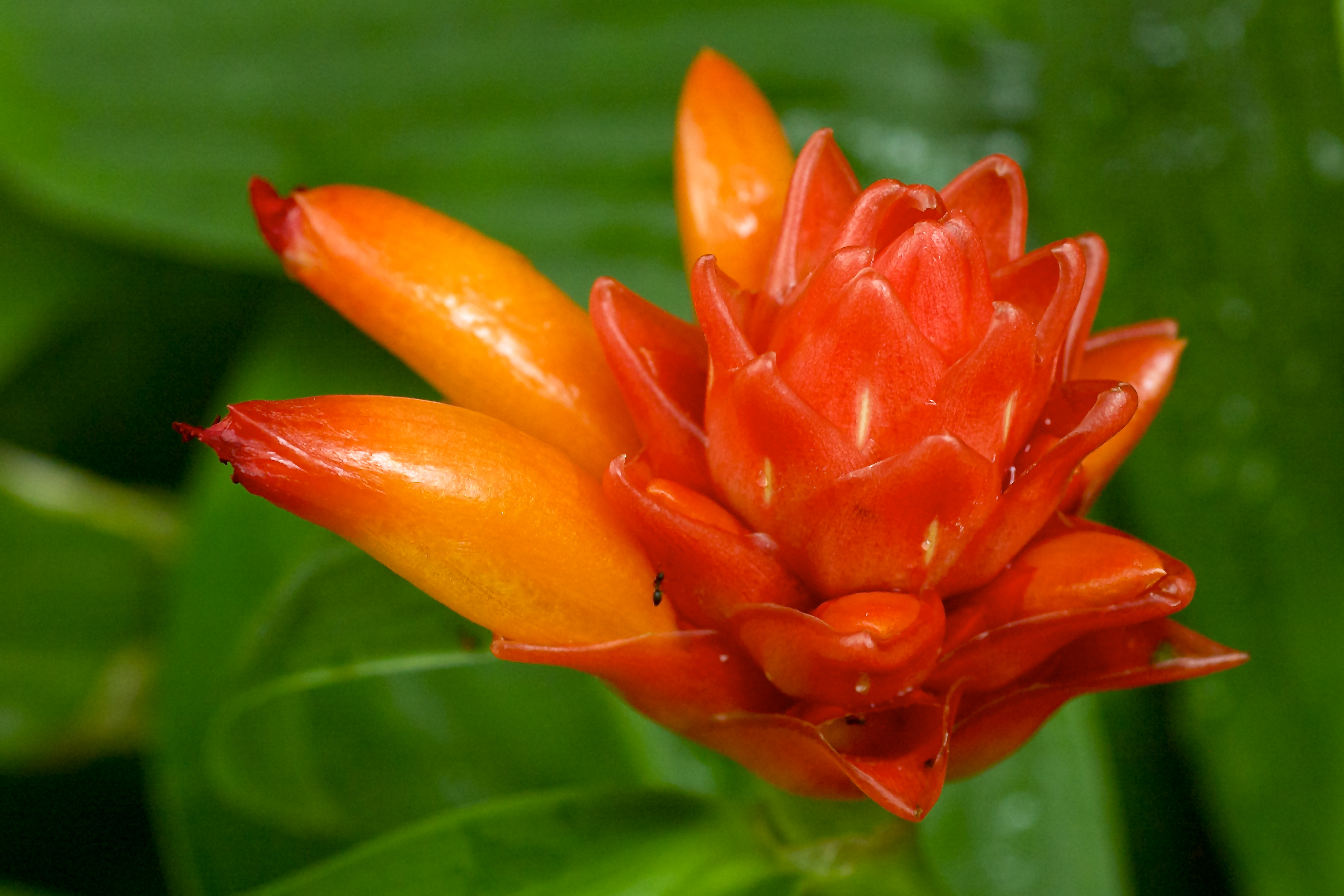
Detalle de los floretes y las brácteas de un jengibre anaranjado en flor.

Las brácteas brillantes y superpuestas forman una inflorescencia terminal, que tiene forma de pico a ovoide. Las brácteas son de color rojo a naranja, usualmente se vuelven más anaranjadas en el ápice, que se curva hacia afuera. La inflorescencia es bastante variable en tamaño, que va de 4 a 18 centímetros de largo y de 3 a 9 centímetros  de ancho. Durante la floración, florecillas tubulares pequeñas, hermafroditas amarillas o anaranjadas emergen entre las brácteas. Por lo general, son tan largas como las brácteas, pero pueden ser sustancialmente más largas.

La altura de la planta en general oscila entre 1 y 1,5 metros, aunque ocasionalmente puede crecer hasta 3 metros. Sus rizomas tienen aproximadamente 20 milímetros de espesor. A diferencia de Zingiber officinale, los rizomas no son comestibles, y no se usa como especia.

## Reproducción y cultivo
Costus curvibracteatus produce abundante néctar en sus floretes tubulares y es polinizada por colibríes. Sus semillas están contenidas dentro de cápsulas elipsoides glabras que miden de 10 a 17 mm de largo.
Solo ocasionalmente se cultiva como ornamental, pero se puede cultivar con éxito en climas más suaves si se mantiene abrigada y protegida en un lugar sombreado, con suelo bien regado. También crece bien cuando está en maceta y en interiores. La planta se puede cultivar a partir de semillas, primero remojándolas o a partir de esquejes de una planta madura.
Costus productus es más común en el comercio de plantas ornamentales, pero a menudo se etiqueta incorrectamente como C. curvibracteatus.

## Distribución y hábitat
Costus curvibracteatus es originaria de Costa Rica y Panamá, donde generalmente crece en el sotobosque de áreas boscosas montañosas entre 700 y 1900 metros (2.300 y 6.200 pies). La planta a veces se puede encontrar creciendo tan bajo como 50 m (160 pies). Existe un registro de la planta que se encuentra en la región del Chocó de Colombia.
La planta no es poco común en su hábitat natural y ha sido clasificada por la Unión Internacional para la Conservación de la Naturaleza como de menor preocupación.